# Liste der Bundesstaaten der Vereinigten Staaten

Karte der Vereinigten Staaten mit Namen der Bundesstaaten, Hawaii und Alaska sind hier anders skaliert.

Die Liste der Bundesstaaten der Vereinigten Staaten bietet einen Überblick über den aktuellen Stand der Bundesstaaten in den Vereinigten Staaten von Amerika. Seit der Unabhängigkeitserklärung 1776 hat sich das Staatsgebiet kontinuierlich nach Süden und Westen hin erweitert. Durch Besiedlung, Ankauf oder Besetzung sind neue Gebiete hinzugewonnen worden, die, meist nach einem gewissen zeitlichen Abstand, in Bundesstaaten gegliedert wurden. Zurzeit bestehen die Vereinigten Staaten aus 50 solcher Bundesstaaten. Der jüngste ist Hawaii, welches 1959 diesen Status erhielt. Hawaii ist zugleich der einzige Bundesstaat, der nicht auf dem nordamerikanischen Festland liegt.
Kentucky, Massachusetts, Pennsylvania und Virginia tragen offiziell die Bezeichnung Commonwealth, sind den übrigen Bundesstaaten jedoch rechtlich gleichgestellt.
Daneben bestehen weitere Territorien wie der District of Columbia oder die Außengebiete der Vereinigten Staaten, die nicht den Status eines Bundesstaates innehaben.
27 Bundesstaaten werden von einem Gouverneur oder einer Gouverneurin der Republikanischen Partei (R) geführt, 23 Bundesstaaten von einem Gouverneur oder einer Gouverneurin der Demokratischen Partei (D).

## Bundesstaaten
| Name           | ZIP Code | Offizieller Spitzname | Hauptstadt     | Fläche (km²) | Rang Fläche | Einwohner (Zensus 2020) | Rang Einw. (2020) | Bevölk.-Dichte (Einw./km² 2010) | Beitritt      | Gouverneur                 |
| -------------- | -------- | --------------------- | -------------- | ------------ | ----------- | ----------------------- | ----------------- | ------------------------------- | ------------- | -------------------------- |
| Alabama        | AL       | Heart of Dixie        | Montgomery     | 135.767      | 30          | 5.024.279               | 24                | 35                              | 14. Dez. 1819 | Kay Ivey (R)               |
| Alaska         | AK       | Last Frontier         | Juneau         | 1.723.337    | 1           | 733.391                 | 48                | 0,41                            | 3. Jan. 1959  | Mike J. Dunleavy (R)       |
| Arizona        | AZ       | Grand Canyon State    | Phoenix        | 295.234      | 6           | 7.151.502               | 14                | 22                              | 14. Feb. 1912 | Katie Hobbs (D)            |
| Arkansas       | AR       | Natural State         | Little Rock    | 137.732      | 29          | 3.011.524               | 33                | 21                              | 15. Juni 1836 | Sarah Huckabee Sanders (R) |
| Colorado       | CO       | Centennial State      | Denver         | 269.601      | 8           | 5.773.714               | 21                | 19                              | 1. Aug. 1876  | Jared Polis (D)            |
| Connecticut    | CT       | Constitution State    | Hartford       | 14.357       | 48          | 3.605.944               | 29                | 249                             | 9. Jan. 1788  | Ned Lamont (D)             |
| Delaware       | DE       | First State           | Dover          | 6.446        | 49          | 989.948                 | 45                | 139                             | 7. Dez. 1787  | Matt Meyer (D)             |
| Florida        | FL       | Sunshine State        | Tallahassee    | 170.312      | 22          | 21.538.187              | 3                 | 110                             | 3. März 1845  | Ron DeSantis (R)           |
| Georgia        | GA       | Peach State           | Atlanta        | 153.910      | 24          | 10.711.908              | 8                 | 63                              | 2. Jan. 1788  | Brian Kemp (R)             |
| Hawaii         | HI       | Aloha State           | Honolulu       | 28.313       | 43          | 1.455.271               | 40                | 48                              | 21. Aug. 1959 | Josh Green (D)             |
| Idaho          | ID       | Gem State             | Boise          | 216.643      | 14          | 1.839.106               | 38                | 7                               | 3. Juli 1890  | Brad Little (R)            |
| Illinois       | IL       | Land of Lincoln       | Springfield    | 149.995      | 25          | 12.812.508              | 6                 | 86                              | 3. Dez. 1818  | J. B. Pritzker (D)         |
| Indiana        | IN       | Hoosier State         | Indianapolis   | 94.326       | 38          | 6.785.528               | 17                | 69                              | 11. Dez. 1816 | Mike Braun (R)             |
| Iowa           | IA       | Hawkeye State         | Des Moines     | 145.746      | 26          | 3.190.369               | 31                | 21                              | 28. Dez. 1846 | Kim Reynolds (R)           |
| Kalifornien    | CA       | Golden State          | Sacramento     | 423.967      | 3           | 39.538.223              | 1                 | 88                              | 9. Sep. 1850  | Gavin Newsom (D)           |
| Kansas         | KS       | Sunflower State       | Topeka         | 213.100      | 15          | 2.937.880               | 35                | 13                              | 29. Jan. 1861 | Laura Kelly (D)            |
| Kentucky       | KY       | Bluegrass State       | Frankfort      | 104.656      | 37          | 4.505.836               | 26                | 41                              | 1. Juni 1792  | Andy Beshear (D)           |
| Louisiana      | LA       | Pelican State         | Baton Rouge    | 135.659      | 31          | 4.657.757               | 25                | 33                              | 30. Apr. 1812 | Jeff Landry (R)            |
| Maine          | ME       | Pine Tree State       | Augusta        | 91.633       | 39          | 1.362.359               | 42                | 14                              | 15. März 1820 | Janet T. Mills (D)         |
| Maryland       | MD       | Old Line State        | Annapolis      | 32.131       | 42          | 6.177.224               | 18                | 180                             | 28. Apr. 1788 | Wes Moore (D)              |
| Massachusetts  | MA       | The Bay State         | Boston         | 27.336       | 44          | 7.029.917               | 15                | 240                             | 6. Feb. 1788  | Maura Healey (D)           |
| Michigan       | MI       | The Great Lakes State | Lansing        | 250.487      | 11          | 10.077.331              | 10                | 39                              | 26. Jan. 1837 | Gretchen Whitmer (D)       |
| Minnesota      | MN       | North Star State      | Saint Paul     | 225.163      | 12          | 5.706.494               | 22                | 24                              | 11. Mai 1858  | Tim Walz (D)               |
| Mississippi    | MS       | Magnolia State        | Jackson        | 125.438      | 32          | 2.961.279               | 34                | 24                              | 10. Dez. 1817 | Tate Reeves (R)            |
| Missouri       | MO       | Show-Me-State         | Jefferson City | 180.540      | 21          | 6.154.913               | 19                | 33                              | 10. Aug. 1821 | Mike Kehoe (R)             |
| Montana        | MT       | Treasure State        | Helena         | 380.831      | 4           | 1.084.225               | 44                | 3                               | 8. Nov. 1889  | Greg Gianforte (R)         |
| Nebraska       | NE       | Cornhusker State      | Lincoln        | 200.330      | 16          | 1.961.504               | 37                | 9                               | 1. März 1867  | Jim Pillen (R)             |
| Nevada         | NV       | Silver State          | Carson City    | 286.380      | 7           | 3.104.614               | 32                | 9                               | 31. Okt. 1864 | Joe Lombardo (R)           |
| New Hampshire  | NH       | Granite State         | Concord        | 24.214       | 46          | 1.377.529               | 41                | 54                              | 21. Juni 1788 | Kelly Ayotte (R)           |
| New Jersey     | NJ       | Garden State          | Trenton        | 22.591       | 47          | 9.288.994               | 11                | 389                             | 18. Dez. 1787 | Phil Murphy (D)            |
| New Mexico     | NM       | Land of Enchantment   | Santa Fe       | 314.917      | 5           | 2.117.522               | 36                | 7                               | 6. Jan. 1912  | Michelle Lujan Grisham (D) |
| New York       | NY       | The Empire State      | Albany         | 141.297      | 27          | 20.201.249              | 4                 | 137                             | 26. Juli 1788 | Kathy Hochul (D)           |
| North Carolina | NC       | Tar Heel State        | Raleigh        | 139.391      | 28          | 10.439.388              | 9                 | 68                              | 21. Nov. 1789 | Josh Stein (D)             |
| North Dakota   | ND       | Peace Garden State    | Bismarck       | 183.108      | 19          | 779.094                 | 47                | 4                               | 2. Nov. 1889  | Kelly Armstrong (R)        |
| Ohio           | OH       | Buckeye State         | Columbus       | 116.098      | 34          | 11.799.448              | 7                 | 99                              | 1. März 1803  | Mike DeWine (R)            |
| Oklahoma       | OK       | Native America        | Oklahoma City  | 181.037      | 20          | 3.959.353               | 28                | 21                              | 16. Nov. 1907 | Kevin Stitt (R)            |
| Oregon         | OR       | Beaver State          | Salem          | 254.799      | 9           | 4.237.256               | 27                | 15                              | 14. Feb. 1859 | Tina Kotek (D)             |
| Pennsylvania   | PA       | Keystone State        | Harrisburg     | 119.280      | 33          | 13.002.700              | 5                 | 106                             | 12. Dez. 1787 | Josh Shapiro (D)           |
| Rhode Island   | RI       | Ocean State           | Providence     | 4.001        | 50          | 1.097.379               | 43                | 263                             | 29. Mai 1790  | Daniel McKee (D)           |
| South Carolina | SC       | Palmetto State        | Columbia       | 82.933       | 40          | 5.118.425               | 23                | 56                              | 23. Mai 1788  | Henry McMaster (R)         |
| South Dakota   | SD       | Mount Rushmore State  | Pierre         | 199.729      | 17          | 886.667                 | 46                | 4                               | 2. Nov. 1889  | Larry Rhoden (R)           |
| Tennessee      | TN       | Volunteer State       | Nashville      | 109.153      | 36          | 6.910.840               | 16                | 58                              | 1. Juni 1796  | Bill Lee (R)               |
| Texas          | TX       | Lone Star State       | Austin         | 695.662      | 2           | 29.145.505              | 2                 | 36                              | 29. Dez. 1845 | Greg Abbott (R)            |
| Utah           | UT       | Beehive State         | Salt Lake City | 219.882      | 13          | 3.271.616               | 30                | 13                              | 4. Jan. 1896  | Spencer Cox (R)            |
| Vermont        | VT       | Green Mountain State  | Montpelier     | 24.906       | 45          | 643.077                 | 49                | 25                              | 4. März 1791  | Phil Scott (R)             |
| Virginia       | VA       | The Old Dominion      | Richmond       | 110.787      | 35          | 8.631.393               | 12                | 72                              | 25. Juni 1788 | Glenn Youngkin (R)         |
| Washington     | WA       | Evergreen State       | Olympia        | 184.661      | 18          | 7.705.281               | 13                | 36                              | 11. Nov. 1889 | Bob Ferguson (D)           |
| West Virginia  | WV       | Mountain State        | Charleston     | 62.756       | 41          | 1.793.716               | 39                | 30                              | 20. Juni 1863 | Patrick Morrisey (R)       |
| Wisconsin      | WI       | America’s Dairyland   | Madison        | 169.635      | 23          | 5.893.718               | 20                | 34                              | 29. Mai 1848  | Tony Evers (D)             |
| Wyoming        | WY       | Equality State        | Cheyenne       | 253.335      | 10          | 576.851                 | 50                | 2                               | 10. Juli 1890 | Mark Gordon (R)            |